# Thomas Langlois Lefroy
Thomas Langlois Lefroy (8 de janeiro de 1776 - 4 de maio de 1869) foi um político e juiz irlandês. Ele atuou como parlamentar pelo distrito eleitoral da Universidade de Dublin em 1830-1841, Conselheiro Privado em 1835-1869 e Chefe de Justiça em 1852-1866, ambos pela Irlanda. Também é conhecido por ter sido o amor juvenil da escritora inglesa Jane Austen.

## Biografia

### Primeiros anos
Thomas Langlois Lefroy nasceu em Limerick, Irlanda, em 8 de janeiro de 1776 como o filho mais velho do Coronel Anthony Lefroy e de Anne Gardiner, sua família migrou da França. Ele conquistou um excelente histórico acadêmico no 
Trinity College Dublin, de 1790 a 1793. Seu tio-avô, Benjamin Langlois, patrocinou os seus estudos jurídicos no Lincoln's Inn, em Londres. Um ano depois, Lefroy serviu como Auditor da Trinity's College Historical Society, uma sociedade ativa de debates da faculdade. Posteriormente, tornou-se um membro proeminente da ordem dos advogados irlandeses e publicou uma série de relatórios jurídicos sobre os casos do Tribunal de Chancelaria irlandês.

### Lefroy e Jane Austen
Em 1796, Lefroy iniciou um cortejo com a escritora inglesa Jane Austen, que era amiga de uma parente mais velha. Austen escreveu duas cartas para sua irmã Cassandra mencionando "Tom Lefroy". Acredita-se que pode ter sido ele quem Austen tinha em mente para a criação do personagem Sr. Darcy, escrito por ela em sua obra intitulada Orgulho e Preconceito (1813), devido o convívio entre eles ter ocorrido durante o ano em que Orgulho e Preconceito foi escrito. Em carta datada de 9 de janeiro de 1796, Austen mencionou:
"Você me repreende tanto na bela e longa carta que recebi de você neste momento, que quase tenho medo de lhe contar como meu amigo irlandês e eu nos comportamos. Imagine tudo o que há de mais extravagante e chocante na maneira de dançar e sentar juntos. Só posso me expor mais uma vez, porque ele sai do país logo depois da próxima sexta-feira, dia em que, afinal, teremos um baile em Ashe. Ele é um jovem muito cavalheiresco, bonito e agradável, garanto. Mas quanto a termos nos encontrado, exceto nos três últimos bailes, não posso dizer muito; pois ele riu tanto por minha causa em Ashe que ficou com vergonha de vir a Steventon e fugiu quando visitamos a Sra. Lefroy alguns dias atrás".
Em carta iniciada na quinta-feira de 14 de janeiro de 1796 e finalizada na manhã seguinte, houve outra menção a ele: 
"Sexta-feira. — Finalmente chegou o dia em que devo flertar pela última vez com Tom Lefroy, e quando você receber isto tudo estará acabado. Minhas lágrimas fluem enquanto escrevo sobre a melancólica ideia".
Como parte da correspondência que restou de Austen, a mesma contém apenas uma outra menção a Lefroy, datada de novembro de 1798, que a biógrafa de Austen, Claire Tomalin, acredita demonstrar a "lembrança sombria e o interesse persistente" dela por Lefroy. Na carta para sua irmã, Austen escreve que a tia dele, a Sra. Lefroy, veio visitá-la, mas não disse nada sobre seu sobrinho:
"(...) eu era orgulhosa demais para fazer qualquer pergunta; mas depois que meu pai perguntou onde ele estava, descobri que havia voltado para Londres a caminho da Irlanda, onde foi chamado para a Ordem dos Advogados o que significa praticar".
Outra possível menção a Lefroy feito por Austen está no título Emma (1815). No capítulo 9, as personagens Emma Woodhouse e Harriet Smith discutem um poema. Austen pode ter escondido a palavra TOLMEYFOR – um anagrama de TOM LEFROY – no poema.
Ao saber da morte de Austen ocorrida em 18 de julho de 1817, Lefroy viajou da Irlanda para a Inglaterra para prestar homenagem a ela. Além disso, supostamente em um leilão de documentos da editora Cadell, um certo Tom Lefroy comprou uma carta que rejeitava a publicação da versão inicial de Orgulho e Preconceito de Austen, intitulada Primeiras Impressões. A sobrinha de Austen, Caroline, disse em carta endereçada ao irmão James Edward Austen-Leigh em 1º de abril de 1869, sobre uma pessoa de nome Tom Lefroy ter pego a carta original e a mesma ter sido copiada depois para ela. No entanto, se Lefroy comprou a carta original de Cadell após a morte de Austen, é possível que ele mais tarde a tenha entregue ao sobrinho Thomas Edward Preston Lefroy (marido de Jemima Lefroy, sobrinha-neta de Austen). Mais tarde, Lefroy entregaria a carta de Cadell a Caroline para referência. A empresa Cadell & Davies foi fechada em 1836 e a venda da papelada da Cadell ocorreu em 1840, possivelmente em novembro.
Em seus últimos anos de vida, Lefroy foi questionado sobre seu relacionamento com Austen por seu sobrinho, e admitiu ter amado  Austen, mas afirmou que era um "amor juvenil". Como está escrito em uma carta enviada por Thomas Edward Preston Lefroy para James Edward Austen Leigh em 1870: 
"Meu falecido e venerável tio... disse com tantas palavras que estava apaixonado por ela, embora tenha qualificado sua confissão dizendo que era um amor juvenil. Como isso ocorreu em uma conversa amigável e privada, tenho dúvidas se deveria torná-lo público".

## Representação na cultura popular
Em março de 2007, foi lançado um filme biográfico de drama romântico dirigido por Julian Jarrold. A produção de nome Becoming Jane, retrata a vida de Austen interpretada por Anne Hathaway e seu amor duradouro por Lefroy, interpretado pelo ator escocês James McAvoy.

## Família

### Irmãos
Lefroy nasceu em uma família irlandesa, descendente de uma família francesa-huguenote que emigrou para a Inglaterra no século dezesseis. Em 1765, seus pais casaram-se secretamente em Limerick, Irlanda. Cinco meninas nasceram sem que Benjamin Langlois (tio de Lefroy e benfeitor de sua família) soubesse (Radovici mencionou cinco, mas Cranfield mencionou quatro; é possível que uma das irmãs dele tenha morrido na infância). Thomas Langlois Lefroy foi o sexto filho no geral e primeiro do sexo masculino. A lista a seguir, apresenta os irmãos, incluindo a si, em ordem alfabética:
1. Nome desconhecido (ordem de nascimento real também desconhecida)
2. Lucy (1º de janeiro de 1768 – maio de 1853)
3. Phoebe (15 de abril de 1770 – 5 de dezembro de 1839)
4. Catherine (18 de setembro de 1771 – 3 de setembro de 1805)
5. Sarah (18 de março de 1773 – 1836)
6. Thomas Langlois (8 de janeiro de 1776 - 4 de maio de 1869)
7. Anthony (19 de outubro de 1777 – 7 de setembro de 1857)
8. Elizabeth (17 de abril de 1780 – 22 de julho de 1867)
9. Benjamin (5 de maio de 1782 – 1 de setembro de 1869)
10. Christopher (26 de junho de 1784 – 14 de fevereiro de 1805)
11. Anne (26 de janeiro de 1786 –?)
12. Henry (5 de maio de 1789 – 29 de janeiro de 1876)

### Filhos
Lefroy casou-se com Mary Paul em 16 de março de 1799, no norte do País de Gales. Do casamento, eles tiveram oito filhos:
1. Anthony Lefroy (21 de março de 1800 - 11 de janeiro de 1890), posteriormente deputado pelo mesmo assento de seu pai na Universidade de Dublin.
2. Jane Christmas Lefroy (24 de junho de 1802 - 3 de agosto de 1896), estudiosos debatem a cerca da derivação deste nome. Alguns acreditam que o nome Jane foi derivado de Lady Jane Paul (sogra de Thomas).[9] Outros acreditam que o nome se refere a Jane Austen.[11]
3. Anne Lefroy (25 de abril de 1804 - 24 de fevereiro de 1885)
4. Thomas Paul Lefroy (31 de dezembro de 1806 - 29 de janeiro de 1891), autor das memórias do pai intitulada Memoir of Chief Justice Lefroy, publicada em 1871
5. Jeffry Lefroy (25 de março de 1809 - 10 de dezembro de 1885)
6. George Thomson Lefroy (26 de maio de 1811 - 19 de março de 1890)
7. Benjamin Lefroy (nascido em 25 de março de 1815 morreu na infância)
8. Mary Elizabeth Lefroy (19 de dezembro de 1817 - 23 de janeiro de 1890)